# Carmen (pel·lícula de 1983)
Carmen és una pel·lícula espanyola de 1983 dirigida per Carlos Saura. Es tracta del segon lliurament de la trilogia musical que rodà amb el ballarí Antonio Gades i el productor Emiliano Piedra.

## Argument
Narra la història d'Antonio, el director d'una companyia de ball que està treballant en el muntatge de la Carmen de Bizet. Quan troba la protagonista ideal, que també es diu Carmen, inicia amb ella una relació malaltissa que reprodueix el llibret de l'òpera. "Carmen" és una història d'amor i gelosia on el desig aniquilador condueix als personatges inexplorablemente a la destrucció. No val la pena racionalitzar els fets que conformen la història; la força dels mateixos és suficient per anar creant aquesta espiral que es va tancant fins al drama final. La història de Carmen és la història d'una obsessió devoradora. Història d'amor i desamor.

## Comentaris
És un film basat en la novel·la Carmen de Prosper Mérimée. La ballarina Laura del Sol debutà com a actriu en un paper al qual també optaren Ángela Molina i María José Cantudo.
La pel·lícula va ser nominada per als premis Globus d'Or, Oscar de Hollywood i César francès, i el 1984 aconseguí el premi BAFTA a la millor pel·lícula de parla no anglesa.

## Premis i nominacions

### Premis
- 1985. BAFTA a la millor pel·lícula de parla no anglesa

### Nominacions
- 1983. Palma d'Or
- 1984. Oscar a la millor pel·lícula de parla no anglesa
- 1984. Globus d'Or a la millor pel·lícula estrangera
- 1984. César a la millor pel·lícula estrangera
- 1985. BAFTA a la millor música per Paco de Lucía
- 1985. BAFTA al millor so per Carlos Faruolo, Alfonso Marcos i Antonio Illán